# Глобочица (язовир)
Вижте пояснителната страница за други значения на Глобочица.
Глобочица е язовир на река Черни Дрин в Северна Македония. Разположен е на 20 km северозападно от Струга.
Изграден е през 1965 г. Дължината му е 12 km, а широчината му достига до 350 m. Площта на водното огледало е 2,69 km2. Максималният обем е 683 млн. m3. Язовира е изграден за производство на електроенергия. Изградената ВЕЦ е с мощност 41,6 MW.